# Ryan White
Ryan Wayne White (6. december 1971 – 8. april 1990) var en amerikansk teenager fra Kokomo, Indiana som blev et nationalt plakatbarn for HIV/AIDS i USA, efter at være blevet bortvist fra mellemskolen på grund af sin infektion.
White var ramt af hæmofili og blev smittet med HIV fra en besmittet blodbehandling, og da han blev undersøgt i december 1984, blev han givet yderligere 6 måneder at leve i. Lægerne sagde han ikke udgjorde nogen fare for andre studerende, men kendskabet til AIDS var ikke særlig god på daværende tidspunkt, og da White prøvede at vende tilbage til skolen, gik mange forældre og lærere i Kokomo sammen for at kæmpe imod hans tilstedeværelse. Da begyndte en lang juridisk kamp med skolesystemet, og medierne der dækkede over sagen gjorde White til en national berømthed og talsmand for AIDS-forskning og offentlig uddannelse. Han optrådte jævnligt i medierne med berømtheder som Elton John, Michael Jackson og Phil Donahue. Overraskende for lægerne levede White fem år længere end forudset, og døde i april 1990, en måned førend sin eksamen på gymnasieskolen.
Inden White var AIDS en sygdom almindeligt forbundet med den mandlige homoseksuelle befolkningsgruppe, fordi det var det første sted der blev stillet en diagnose. Denne erkendelse blev ændret da White og andre fremstående HIV-inficerede folk, heriblandt Magic Johnson, the Ray brothers og Kimberly Bergalis, optrådte i medierne for at kæmpe for mere AIDS-forskning og offentlig uddannelse til de epidemiske. USA’s kongres indførte en stor AIDS-lovgivning, Ryan White Care Act, kort efter Whites død. Loven blev omskrevet i år 2006 og igen den 30. oktober, 2009; Ryan White Program er den største serviceleverandør til folk med HIV/AIDS i USA.

## Tidlige liv og sygdom
Ryan White blev født på St. Joseph Memorial Hospital i Kokomo, Indiana, som søn til Jeanne Elaine Hale og Hubert Wayne White. Da han var seks dage gammel diagnosticerede lægerne ham med alvorlig hæmofili A, en arvelig blodkoagulerende forstyrrelse forbundet med x kromosomet, som selv i forbindelse med små skader forårsager alvorlige blødninger. Som behandling modtog han transfusioner af Factor VIII, et blodprodukt lavet af sammensat plasma fra personer der ikke er ramt af hæmofili, hvilket var en mere og mere almindelig behandling for hæmofiliramte på daværende tidspunkt.